# 六石街道
六石街道，是中国浙江省金华市东阳市下属的一个街道 (行政区划)，辖区面积61.43平方公里。现辖有62个自然村，7个小区，22个行政村，人口36886人。2003年10月，撤销六石镇，改为六石街道。
通用语言为吴语。

## 辖区
该街道辖有：六石社区、樟村村、里宝塘村、夏溪潭村、紫光村、康夏村、鹤峰村、石塔山村、石马村、金鸡村、横塘村、后里村、蟠松村、枫树下村、新建村、湖心塘村、徐庄村、裘家岭村、北后周村、王村村、吴良村、岩口村、桐坑村。
1. ↑  .   [2020-07-10]. （原始内容存档于2020-01-23） （中文（中国大陆））.